# Hongaarse Socialistische Partij
De Hongaarse Socialistische Partij (Hongaars: Magyar Szocialista Párt, MSzP) is een Hongaarse sociaaldemocratische politieke partij vertegenwoordigd in het Hongaars parlement met 29 van de 199 zetels. Partijleider van MSzP is sinds 2018 Bertalan Tóth. In 2014 trad deze af, tijdelijk partijleider is László Botka.
MSzP is in het Europees Parlement vertegenwoordigd met 2 van de 21 Hongaarse zetels en maakt deel uit van de PES-fractie.

## Geschiedenis
MSzP werd opgericht in 1989 als opvolger van de Communistische Hongaarse Socialistische Arbeiderspartij. De partij is vanaf 1990 vertegenwoordigd in het Hongaars parlement. 
Tussen 1989 en 1990, tussen 1994 en 1998 en van 2002 tot 2010 was de MSzP regeringspartij, Miklós Németh (1989-1990), Gyula Horn (1994-1998), Péter Medgyessy (2002-2004) en Ferenc Gyurcsány (2004-2009) waren premier van Hongarije namens de partij. In het huidige parlement is de partij de grootste oppositiepartij.
Tot 2011 had de partij 10 zetels meer. Onder leiding van voormalig partijleider Ferenc Gyurcsány werd echter een afsplitsing van de partij een feit. In april 2013 kondigde partijleider Meszterházy aan om met de partij Samen 2014 van voormalig premier Gordon Bajnai een gezamenlijke oppositie te vormen en samen de verkiezingen in 2014 in te gaan. 
Op 14 januari werd de overeenkomst gesloten tussen de linkse en liberale partijen dat ze voor de parlementsverkiezingen van 6 april 2014 meedoen met een gezamenlijke lijst Eenheid (Összefogás). Attilla Mesterházy staat op nummer 1, Gordon Bajnai op twee en Ferenc Gyurcsány op nummer drie. Op nummer vier van de lijst staat Gábor Fodor, de leider van de Liberálisok (voormalige SZDSZ).